# Bobby Davidson

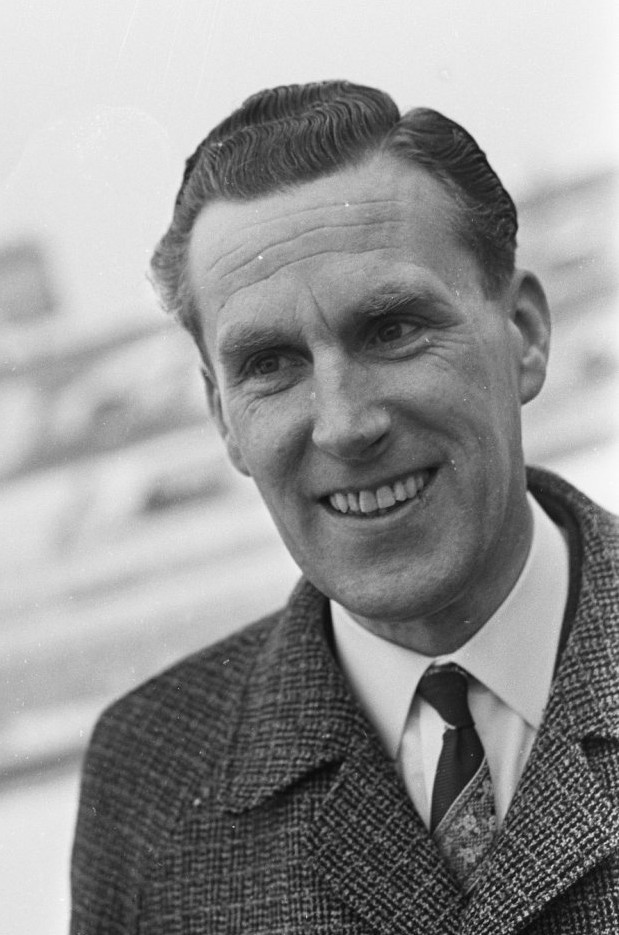
Bobby Davidson im Februar 1969

Robert „Bobby“ Davidson (* 19. Juli 1928; † 17. Dezember 1993) war ein schottischer Fußballschiedsrichter. 

## Sportlicher Werdegang
Davidson leitete ab den 1950er Jahren Spiele in der Scottish Football League Division One. Im April 1956 leitete er im Rahmen der British Home Championship 1955/56 sein erstes Länderspiel, als Wales und Nordirland im Ninian Park in Cardiff sich nach Toren von Roy Clarke und Jimmy Jones 1:1-Unentschieden trennten. 
Davidson leitete in den folgenden Jahren mehrfach Pokalendspiele in Schottland. Sein Endspieldebüt feierte er im Rahmen des Scottish FA Cup 1955/56, Heart of Midlothian holte durch einen 3:1-Erfolg über Celtic Glasgow den Titel. Später schiedste er noch die Endspiele im Scottish League Cup 1958/59, Scottish FA Cup 1959/60, Scottish League Cup 1961/62, Scottish League Cup 1967/68, Scottish FA Cup 1969/70, Scottish League Cup 1973/74 und Scottish FA Cup 1975/76.
Nachdem Davidson im Rahmen der europäischen Qualifikation für das Weltmeisterschaftsturnier in Schweden 1958 Spiele gepfiffen hatte, gehörte er bei der WM-Endrunde 1962 zu den Schiedsrichtern vor Ort in Chile. Dort war er für zwei Gruppenspiele der deutschen Nationalmannschaft zuständig, nach dem 0:0-Remis gegen Italien zum Auftakt oblag ihm auch beim den Gruppensieg bringenden 2:0-Erfolg über Gastgeber Chile nach Treffern von Horst Szymaniak per Strafstoß und Uwe Seeler die Spielleitung. Im Endspiel zwischen Brasilien und der Tschechoslowakei unterstützte er neben dem Niederländer Leo Horn Schiedsrichter Nikolai Latyschew als Linienrichter.
Bei der WM-Endrunde 1966 wurde Davidsons Landsmann Hugh Phillips berücksichtigt, beim WM-Turnier 1970 gehörte er jedoch wieder zu den Unparteiischen, die nach Mexiko reisten. Dabei leitete er mit dem Duell zwischen dem zweimaligen Weltmeister Uruguay und WM-Debütant Israel (2:0 nach Toren von Ildo Maneiro und Juan Mujica) jedoch ebenso nur eine Endrundenpartie wie bei der WM-Endrunde in Deutschland vier Jahre später. Beim 4:0-Sieg des späteren Vize-Weltmeisters Niederlande gegen Argentinien, bei dem neben Ruud Krol und Johnny Rep Johan Cruyff als zweifacher Torschütze glänzte, in der zweiten Gruppenphase stand er auf dem Spielfeld. Zudem wurde er bei beiden Turnieren mehrfach als Linienrichter eingesetzt.
Kurz vor Abschluss seiner internationalen Karriere leitete Davidson im Juli 1975 im Basler St. Jakob-Stadion das Endspiel um den Europapokal der Pokalsieger 1974/75, dabei gewann Dynamo Kiew in einem Duell zweier Ostblock-Mannschaften durch Treffer des doppelt erfolgreichen Wolodymyr Onyschtschenko und Oleh Blochin mit einem 3:0-Erfolg über Ferencváros Budapest den Titel. Im folgenden Jahr pfiff er noch das Halbfinalrückspiel im UEFA-Pokal 1975/76, bei dem der FC Brügge sich durch einen 1:0-Erfolg gegen den Hamburger SV durchsetzte und das Endspiel erreichte.
Zudem leitete Davidson zwei Jubiläumsspiele: zum einen am 23. Oktober 1963 das im Wembley-Stadion ausgetragene Spiel zum 100. Geburtstag der The Football Association, als die englische Nationalmannschaft auf eine von Alfredo Di Stéfano als Mannschaftskapitän angeführte Weltauswahl traf (2:1 durch Tore der Engländer Terry Paine und Jimmy Greaves in der Schlussminute bei einem Gegentreffer des Schotten Denis Law), zum anderen zum 10. Geburtstag des Knattspyrnusamband Íslands, als die isländische Nationalmannschaft sich am 10. Juli 1957 im Laugardalsvöllur 2:6 Dänemark geschlagen geben musste.
Nach dem Ende seiner Schiedsrichterkarriere arbeitete Davidson zeitweise für den schottischen Ligaverband.